# Grant Hendrik Tonne
Pour les articles homonymes, voir Tonne (homonymie).
Grant Hendrik Tonne, né le 22 juin 1976 à Bad Oeynhausen, est un homme politique allemand (SPD).

## Biographie
Après avoir obtenu son diplôme d'études secondaires à Petershagen en 1995, Tonne étudie le droit à l'Université de Brême, qu'il termine avec le premier examen d'État en droit. Après avoir terminé son stage juridique, il réussit également le deuxième examen d'État. Après cela, il travaille comme avocat indépendant à Stolzenau jusqu'en 2017.
Après les élections régionales de Basse-Saxe en 2017, il est ministre de la Culture au 2e Cabinet Weil.
Tonne est marié et a quatre enfants.

## Parti
Tonne rejoint le SPD et Jusos en 1996 et est président du sous-district Juso de Nienburg/Weser de 1999 à 2002 et de 2006 à 2007. Il est membre du conseil d'administration du sous-district SPD de Nienburg depuis 1999.

## Parlementaire
Tonne est membre du conseil municipal de Leese depuis 1996 et depuis 2001 du conseil de Samtgemeinde Landesbergen ainsi que du conseil de l'arrondissement de Nienburg/Weser. Au conseil de l'arrondissement, il est président du comité des écoles professionnelles et vice-président du conseil de district.
Lors des élections régionales de 2008, 2013 et 2017, Tonne se porte candidat au SPD dans la circonscription de Nienburg / Schaumburg et sur la liste d'État du SPD. Bien qu'il ait été vaincu dans la circonscription par le candidat de la CDU Karsten Heineking, il est élu au Landtag en 2008 et 2013 via la liste proportionnelle. Il est membre du Landtag de Basse-Saxe de 2008 à 2017. De 2013 à 2017, il est directeur général parlementaire du groupe parlementaire SPD. Lorsque le SPD remporte de nombreux mandats directs aux élections régionales de 2017, la liste proportionnelle n'ayant pas changé, Tonne perd son mandat.

## Mandats
Tonne est initialement maire adjoint de la commune de Leese de 2001 jusqu'à ce qu'il soit finalement élu maire en 2006. Il démissionne en juin 2018.